# Fabian Schmidt (Volleyballspieler)
Fabian Schmidt (* 6. Januar 1992) ist ein deutscher Volleyball- und Beachvolleyballspieler.

## Karriere

### Hallen-Volleyball
Fabian Schmidt spielte in der 2. Volleyball-Bundesliga ab der Spielzeit 2012/13 beim TuS Durmersheim und mit der Übernahme des Spielrechts seit der Saison 2015/16 beim SSC Karlsruhe (ab 2019 Baden Volleys SSC Karlsruhe). Nach der Meisterschaft 2. Bundesliga Süd 2022 spielte er 2022/23 bei den Baden Volleys II in der 3. Liga Süd. 2023/24 steht Schmidt als Stand-By für die Bundesliga Baden Volleys zur Verfügung.

### Beachvolleyball
Mit Dominik Stork gewann er 2012 bei den U21-Weltmeisterschaften im kanadischen Halifax Bronze. Mit Lukas Jaeger errang er 2017 den siebten Platz bei den deutschen Hochschulmeisterschaften.